# Denticul

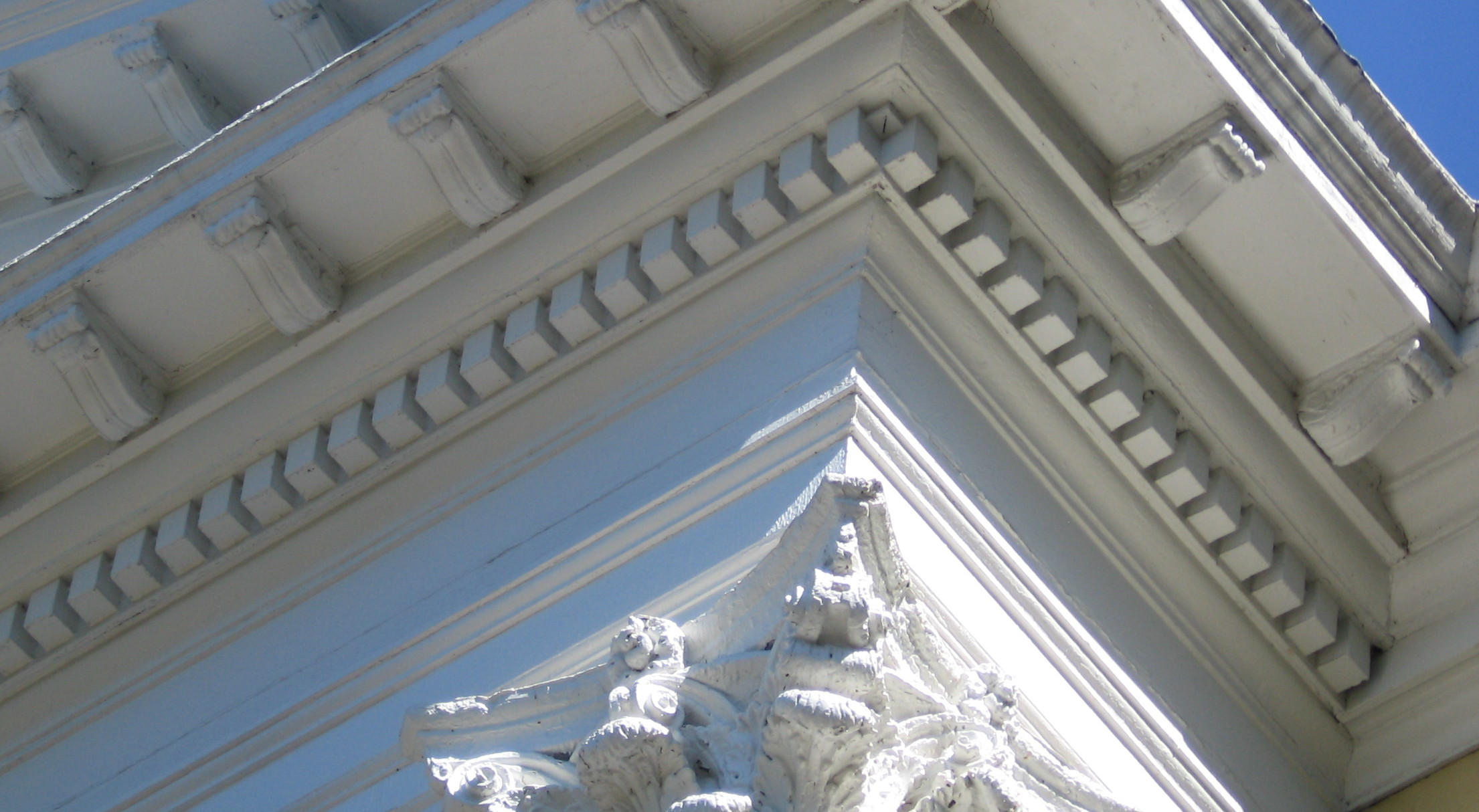
Denticule deasupra unor capiteluri corintice, la Primăria din Westport (Connecticut, SUA)

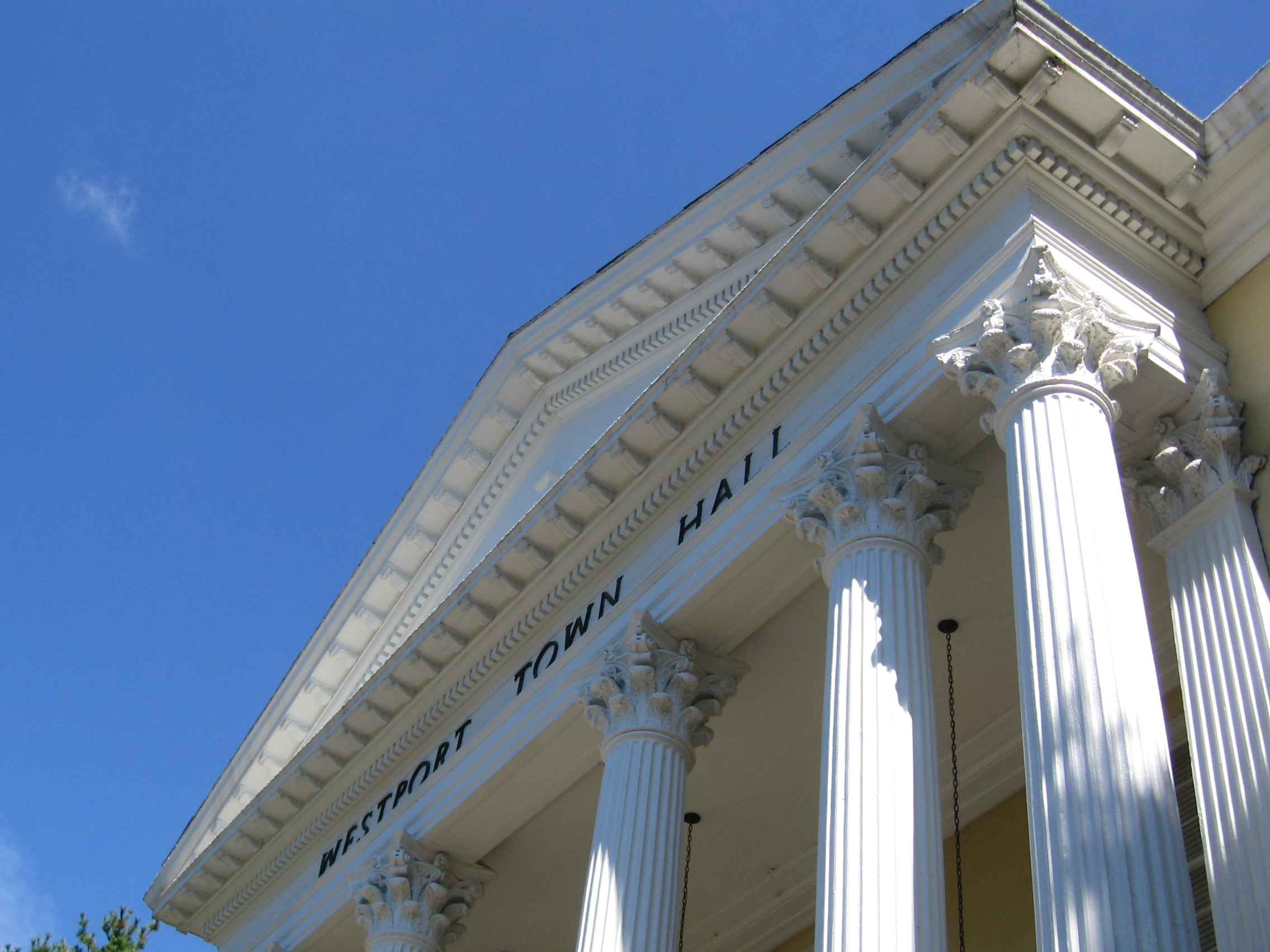
Aceiași poză, dar mai mare

Un denticul (plural denticule sau denticuli, din latină dens, un dinte) este un mic bloc folosit ca ornament care se repetă în decorarea cornișelor. Denticulele se găsesc în arhitectura greacă antică și în cea romană, precum și în stiluri ulterioare, cum ar fi arhitectura neoclasică, cea federală, cea neogreacă, cea neorenascentistă, cea Second Empire și cea Beaux-Arts.

## Istorie

### Origine
Arhitectul roman Vitruvius (iv. 2) afirmă că denticulul reprezintă capătul unui căprior. Apare în forma sa cea mai pronunțată la templele ionice din Asia Mică, mormintele liciane, și la porticurile și mormintele Persiei, unde reprezintă în mod clar reproducerea în piatră a construcțiilor de lemn. Cel mai vechi exemplu e găsit sculptat în stânca mormântului lui Darius I, circa 500 î.Hr., reproducând porticul palatului său. Prima sa folosire în Atena e la cornișa porticului cu cariatide al Erehteionului (480 î.Hr.). Atunci când e introdus ulterior în mulura de bază a cornișei Monumentul lui Lisicrate din Atena, e mult mai mic în dimensiunile sale. La templele ulterioare ale Ioniei, ca la templul din Priene, scara mai mare a denticulului e încă păstrată.

### Folosire ulterioară
Denticulul a fost foarte folosit în muluri de romani și în arhitectura renascentistă italiană. Ca regulă generală, proiecția denticulului e egală cu lățimea sa, apărând astfel pătrat, iar intervalele dintre denticule sunt la jumătate din această măsură. În unele cazuri, banda de proiectare nu a avut niciodată adânciturile tăiate în ea pentru a împărți denticulele, ca la Panteonul din Roma. La porticul catedralei Studion din Constantinopol, denticulele și intervalul dintre ele sunt egale în lățime, iar intervalul e redat de sus în jos; asta e forma pe care o ia în ceea ce e cunoscut sub numele de denticul venețian, forma fiind copiată de la denticulele bizantine din Hagia Sofia (Constantinopol). Totuși acolo nu mai făcea parte dintr-o mulură obișnuită: folosirea sa la Hagia Sofia a fost pentru decorarea formelor turnate care înconjoară marmura încrustată, iar denticulele au fost tăiate alternativ pe ambele părți ale mulurii. Denticulul venețian a fost introdus, de asemenea, ca o bancă cu arce rotunde și ca un șir de sfori.

## Galerie

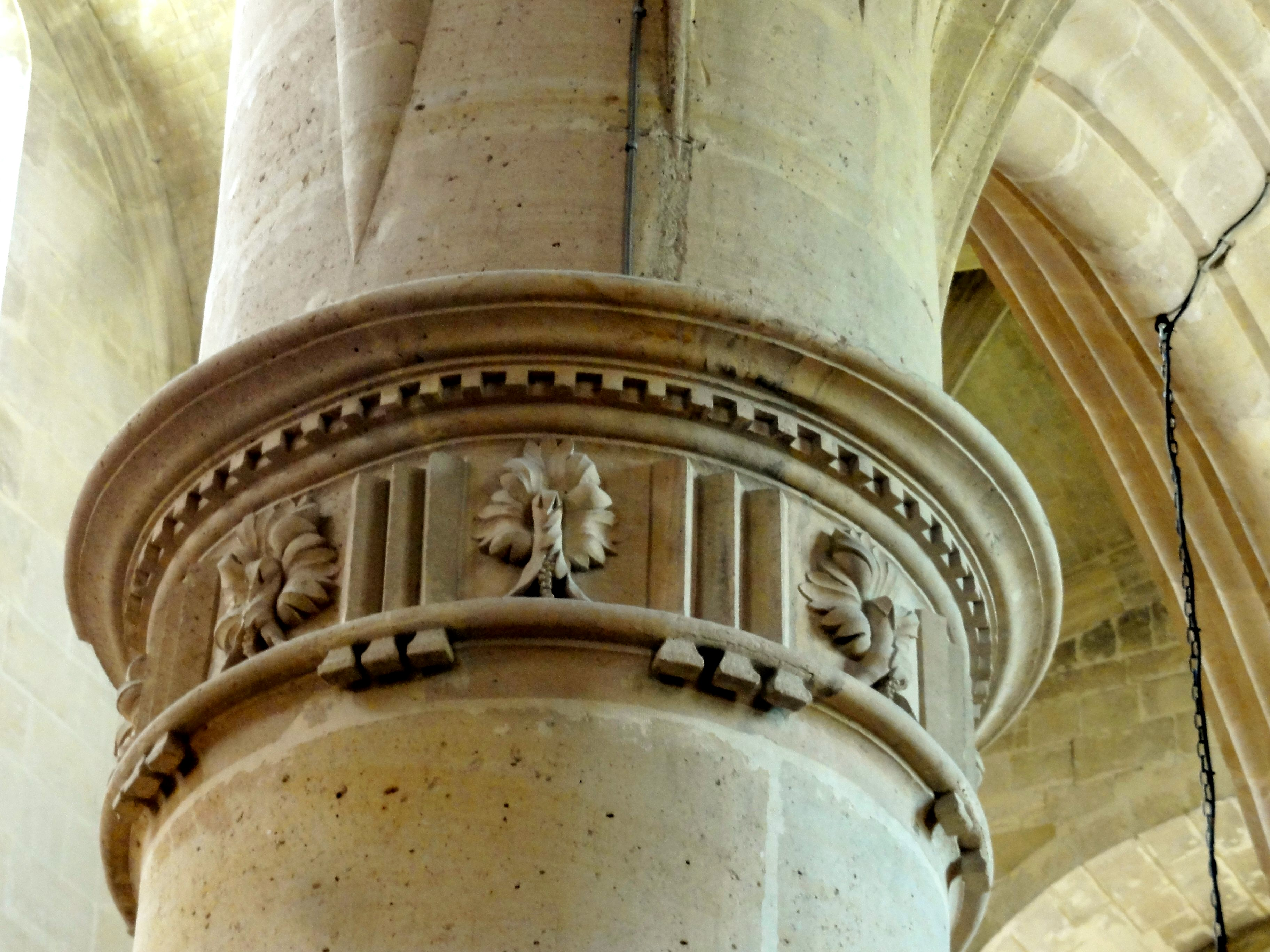
Denticule cu o friză pe o coloană, în Église Saint-Martin de L'Isle-Adam din L'Isle-Adam (Val-d'Oise, Île-de-France, Franța)
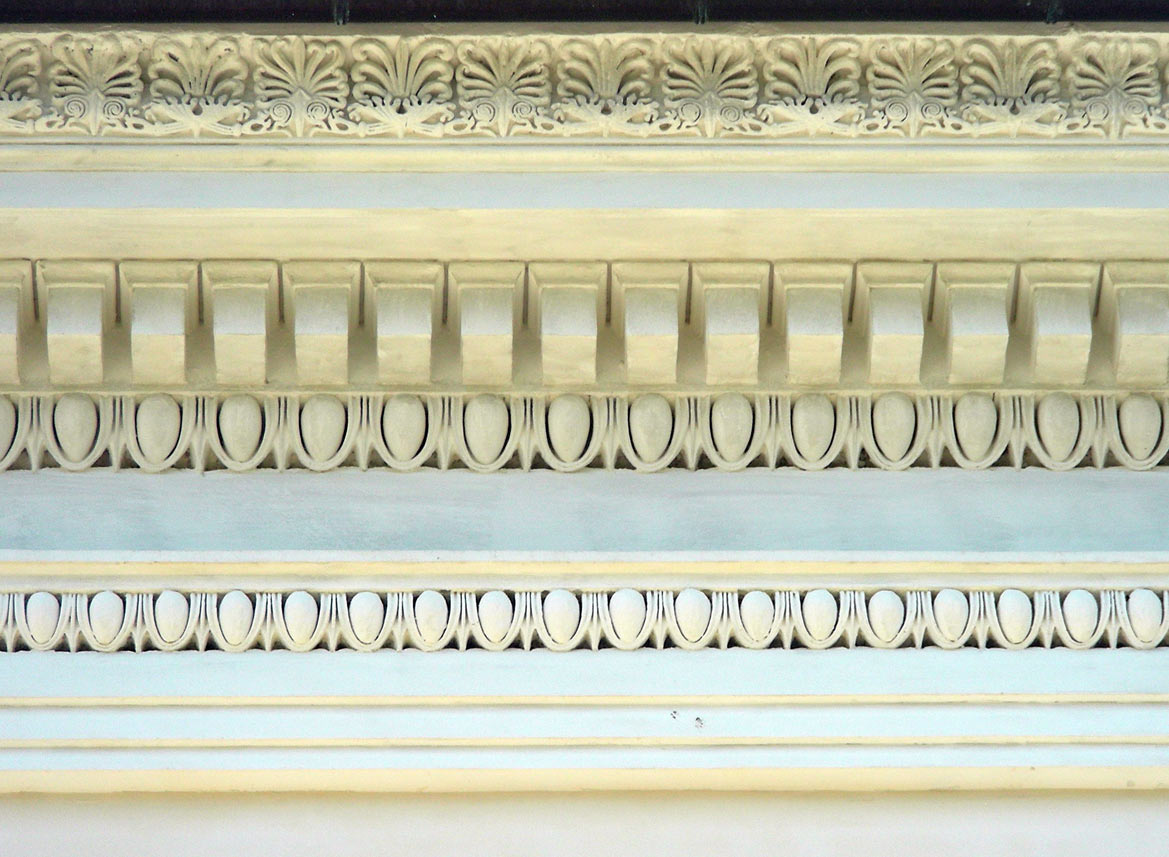
Denticule cu ove pe un antablament de la Casino nobile al Vilei Torlonia din Roma
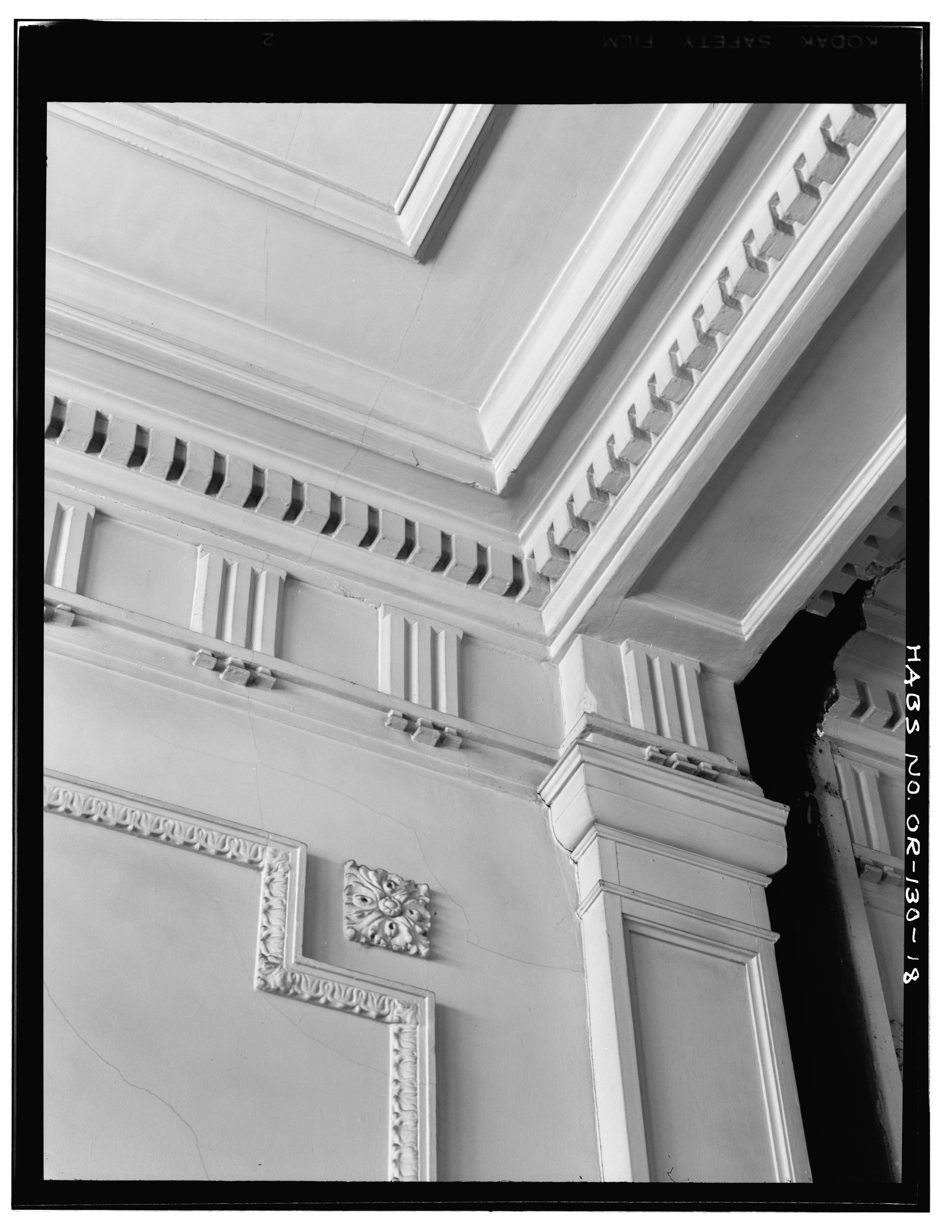
Denticule într-un interior
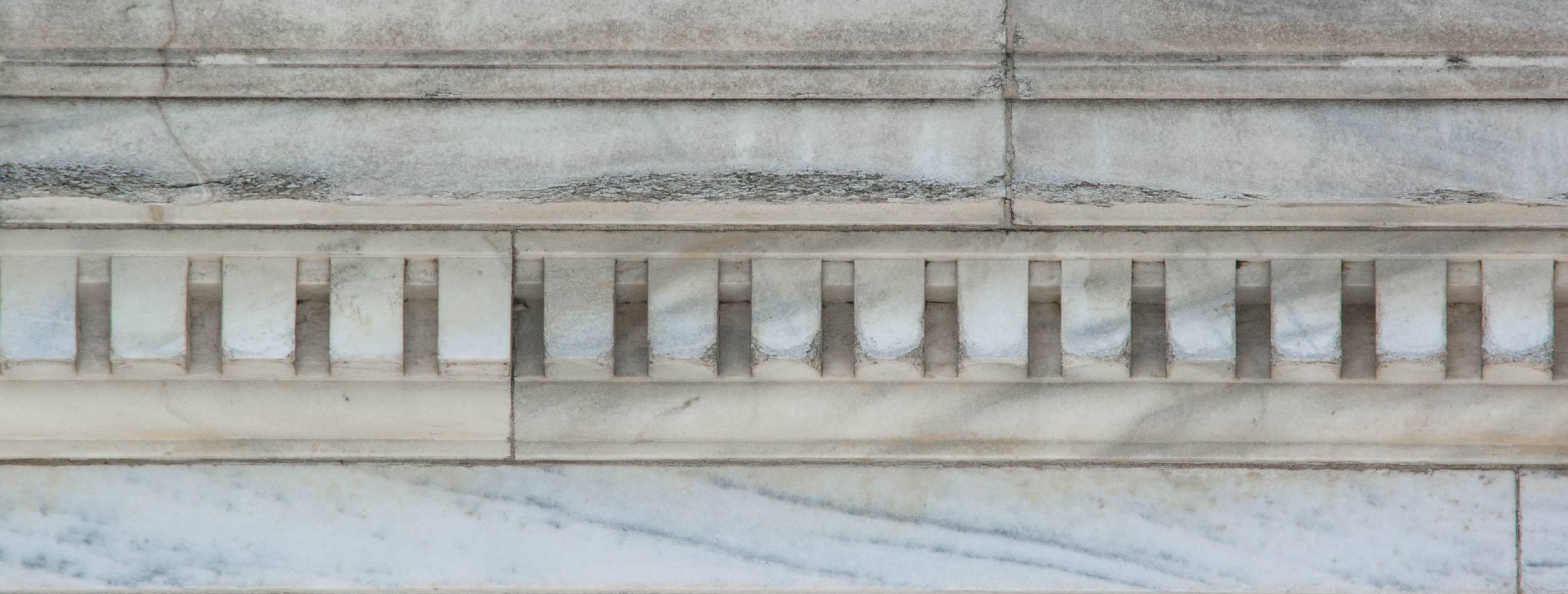
Denticule pe exteriorul Muzeului de Artă din Cleveland (Ohio, SUA)